# 柵原ふれあい鉱山公園

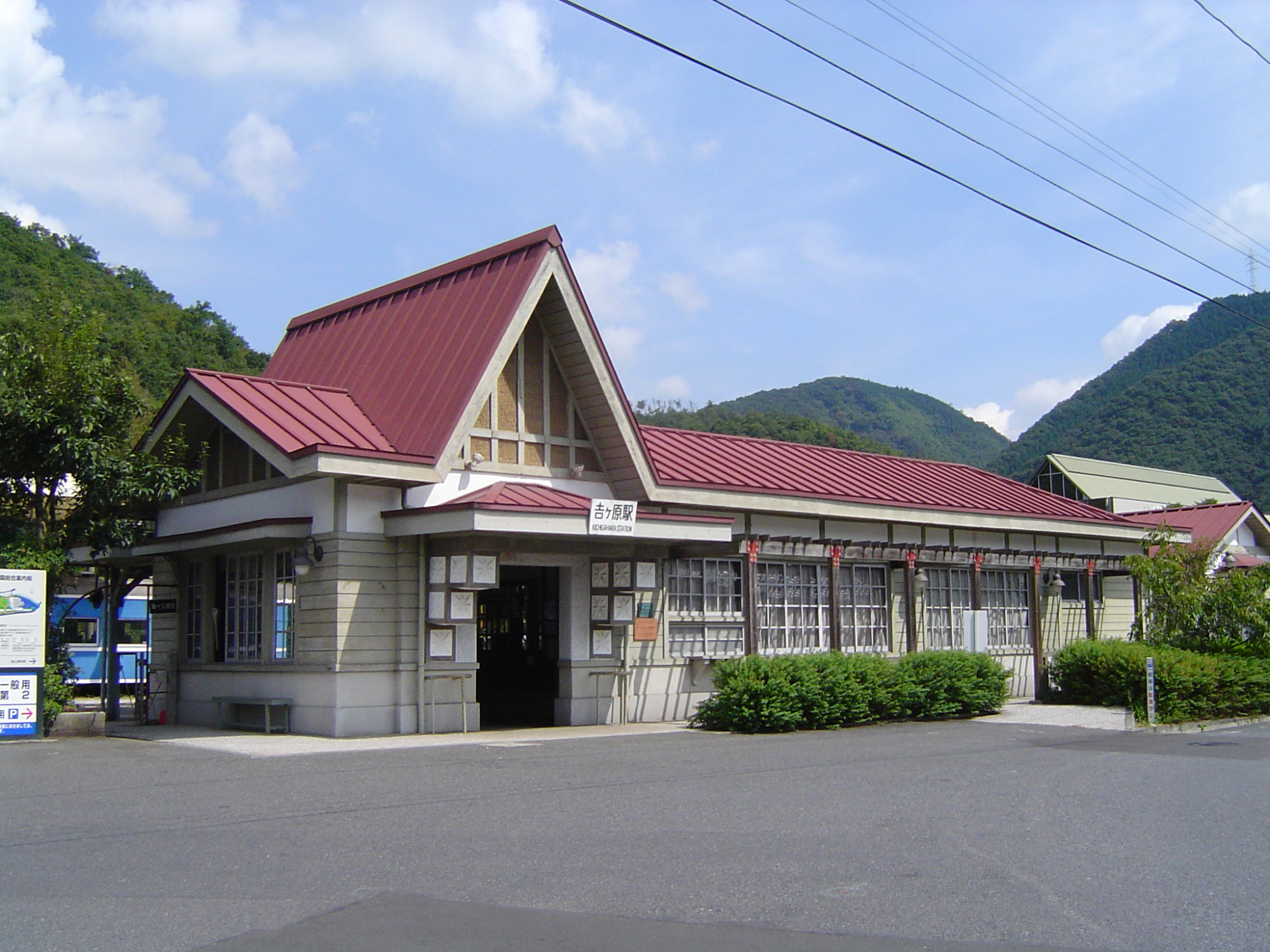
旧吉ヶ原駅舎

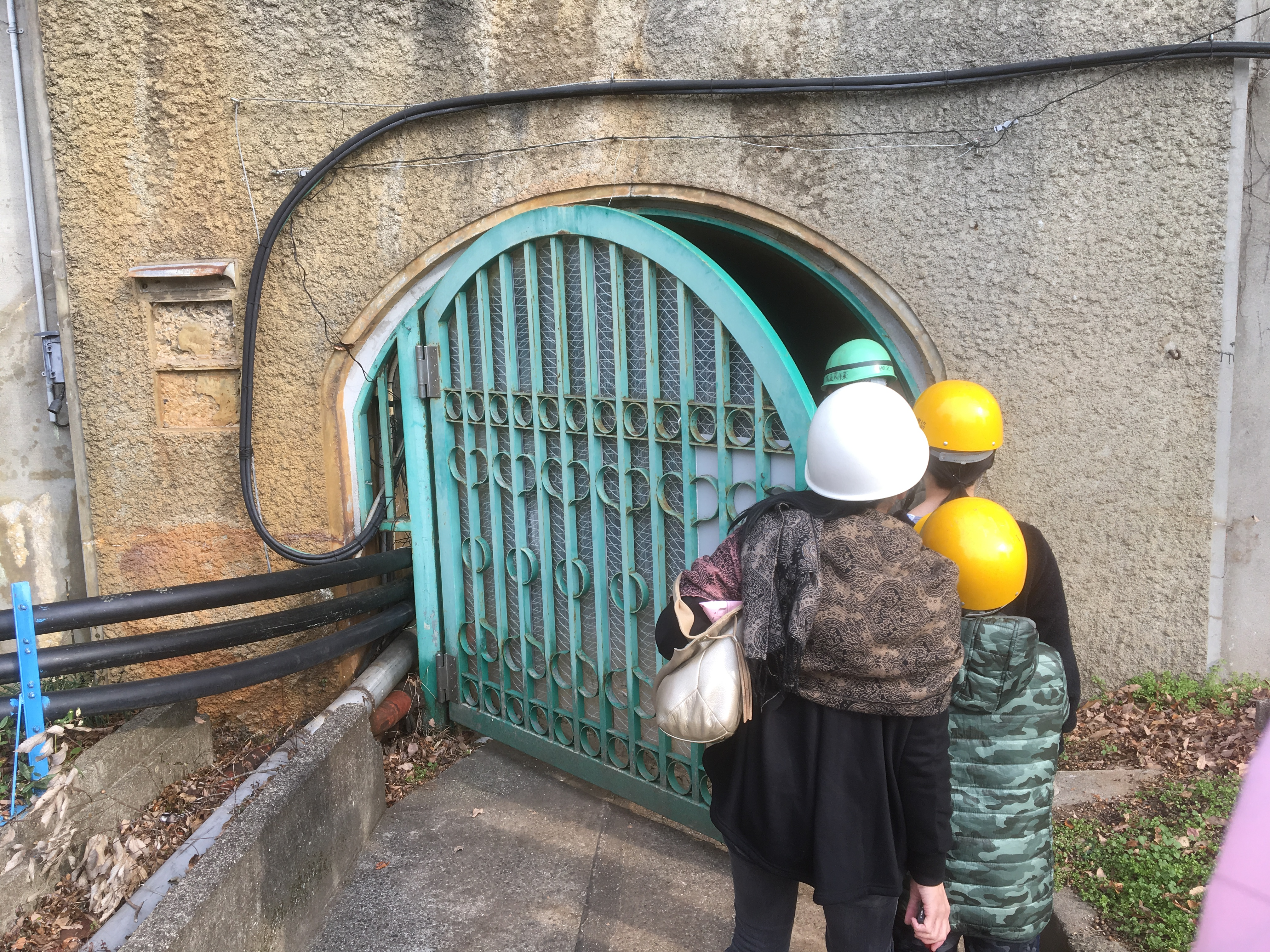
坑道農業見学会

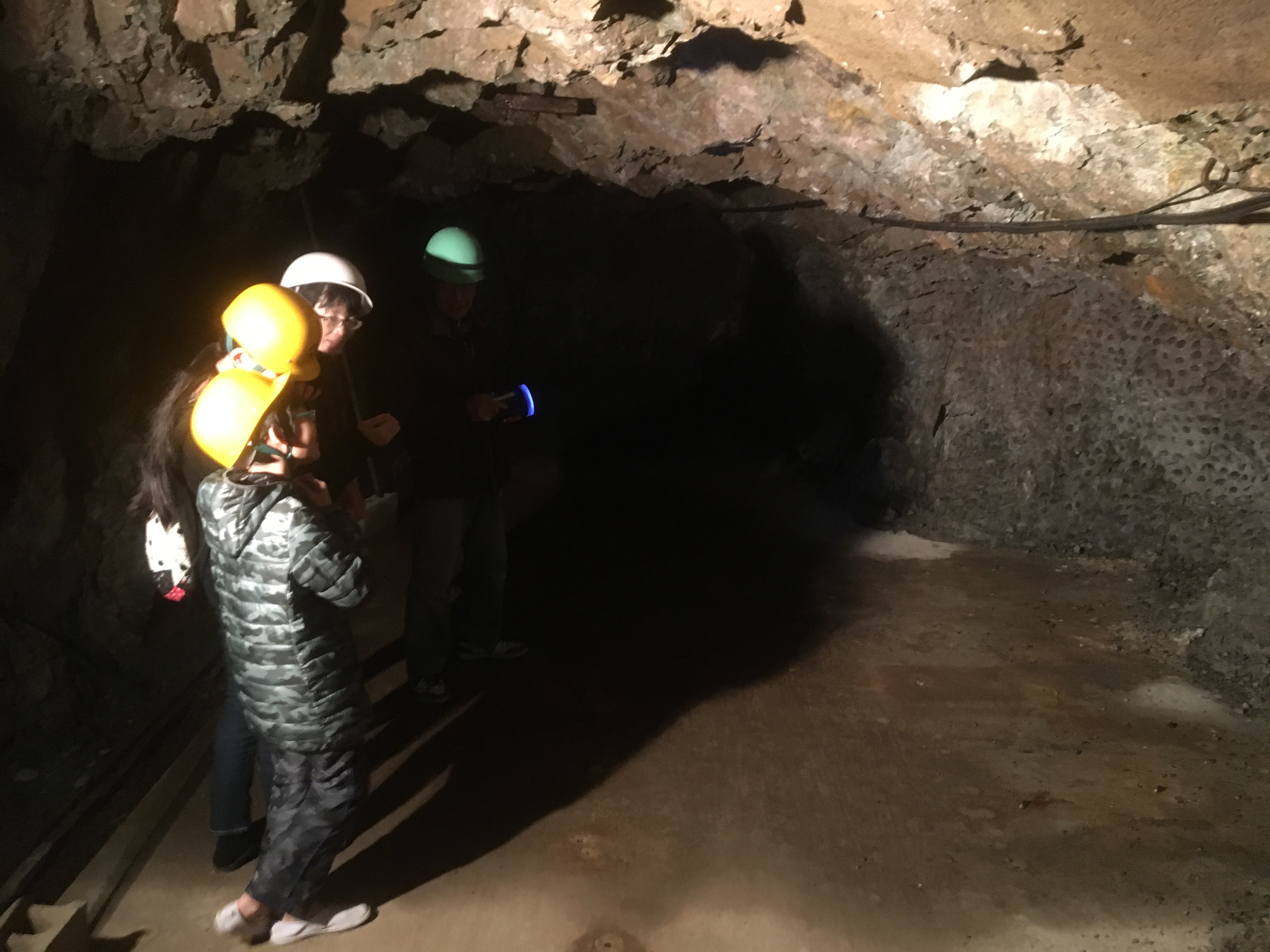
坑道農業見学会の様子

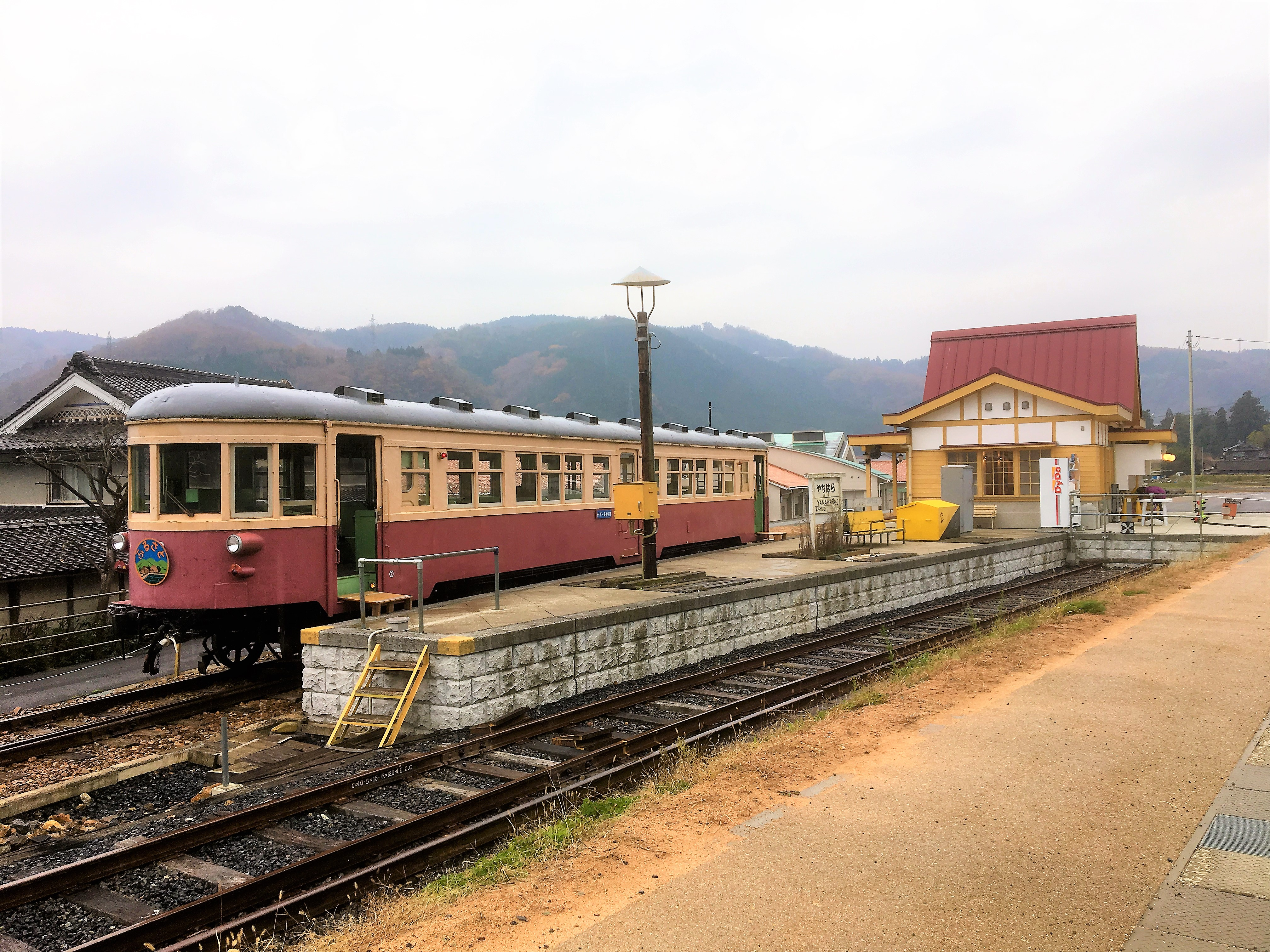
黄福柵原駅とキハ702

柵原ふれあい鉱山公園（やなはらふれあいこうざんこうえん、Yanahara Mine Park）は、岡山県久米郡美咲町吉ケ原にある鉄道・鉱山公園である。同和鉱業片上鉄道事業所に在籍した車両の動態保存や柵原鉱山の資料を展示している。

## 概要
1991年（平成3年）に廃止となった同和鉱業片上鉄道の旧吉ヶ原駅を再利用した公園で、片上鉄道の保存車の展示のほか、かつて日本最大の硫化鉄鉱山であった柵原鉱山の歴史資料（高瀬舟・トロッコ）などの展示もおこなっている。毎月第一日曜日に、車両の乗車会や柵原鉱山の坑道を利用した坑道農業の見学会を開催していたが、新型コロナウイルス感染症等の影響により、2020年2月を最後に休止している。2023年現在に於いての再開時期は未定であるが、坑道農業の見学は事前予約にて受け付けている。
旧吉ヶ原駅の駅長は2005年以来ネコが務めており、初代コトラ（2012年5月まで、2017年11月死去）、2代目がホトフ（現職）である。
- 事務所：岡山県久米郡美咲町吉ケ原394－2（柵原鉱山資料館）

## 保存車
岡山県久米郡美咲町により、本線で使用された車両12両と坑内軌道用車両3両が保存されている。☆は動態保存車。
ディーゼル機関車
- DD13-551[2]☆

気動車
- キハ303[3]☆
- キハ312☆
- キハ702[4]☆

客車
- ホハフ2003☆
- ホハフ2004[5]☆
- ホハフ3002[6]☆

貨車
- トム519（無蓋車）
- トラ814（無蓋車）☆
- トラ840（無蓋車）☆
- ワム1807（有蓋車）☆
- ワフ102（有蓋緩急車）

坑内軌道用車両
- 蓄電池機関車 No.06-8
- アセチレン作業車　無番（無蓋車）
- グランビー鉱車

### 展示運転
保存されている車両の一部を使用した展示乗車会が行われていた。新型コロナウイルス感染症の拡大を受けて2020年2月以降は休止しており、再開時期は未定である。

### ギャラリー

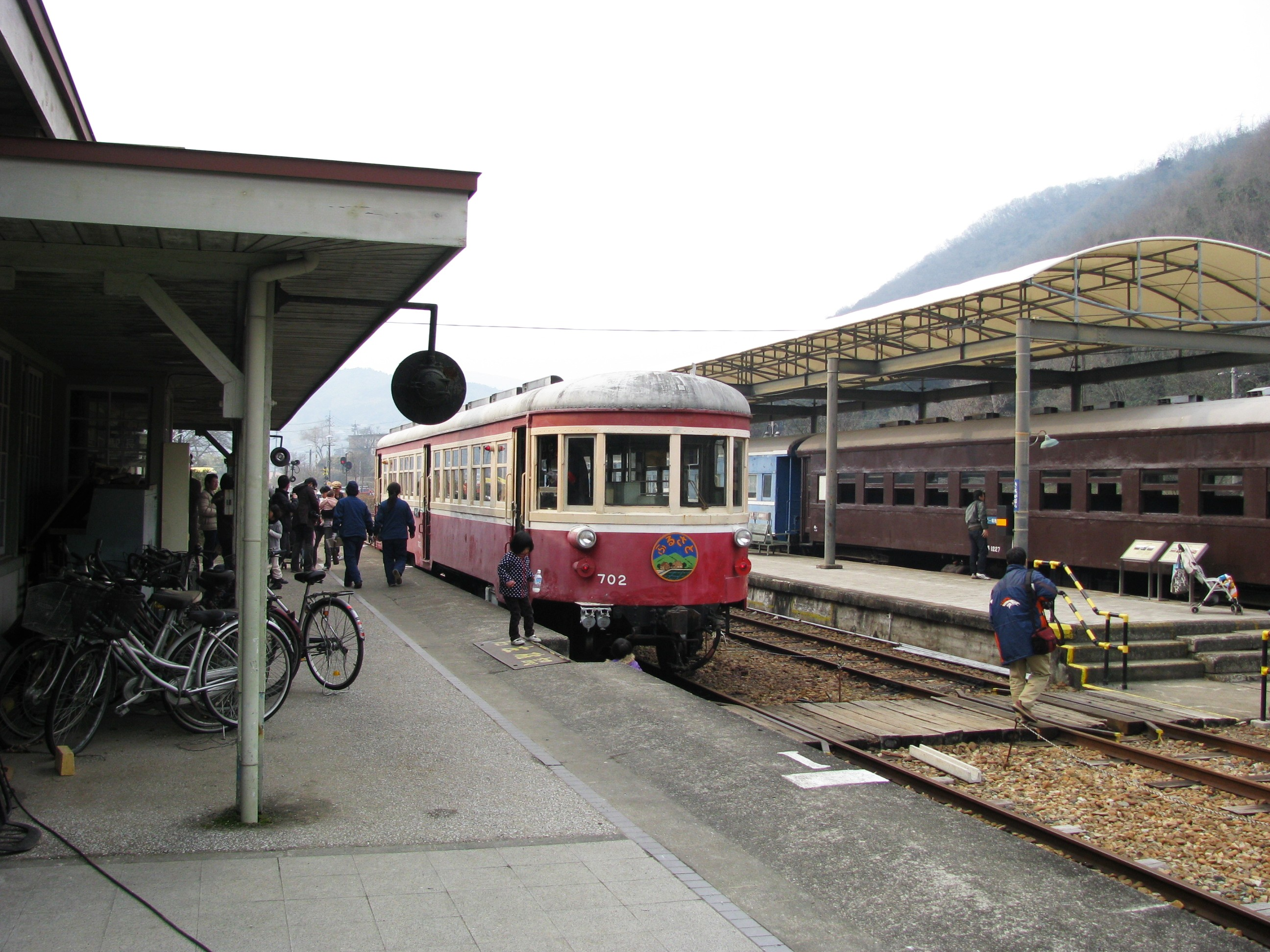
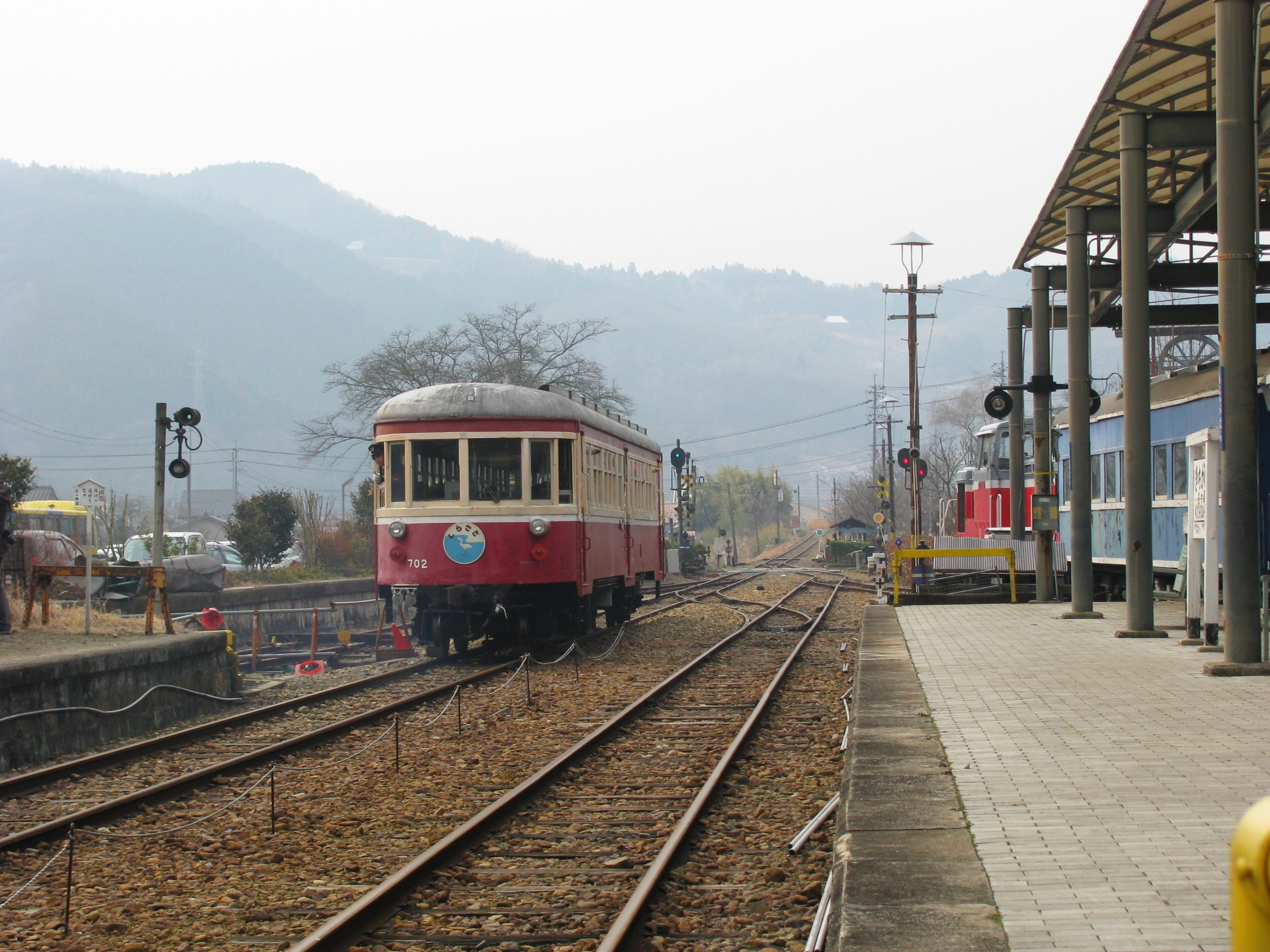
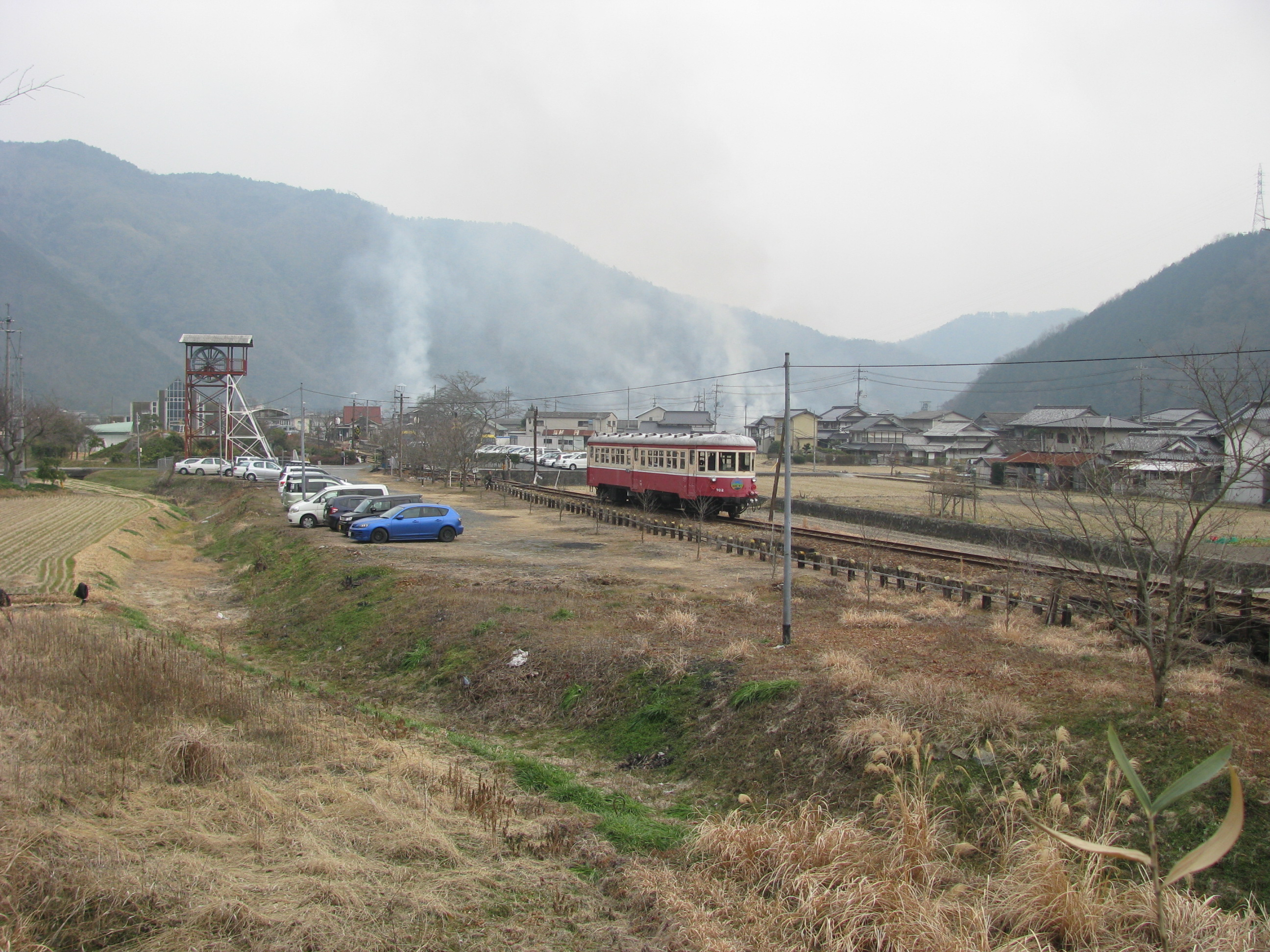
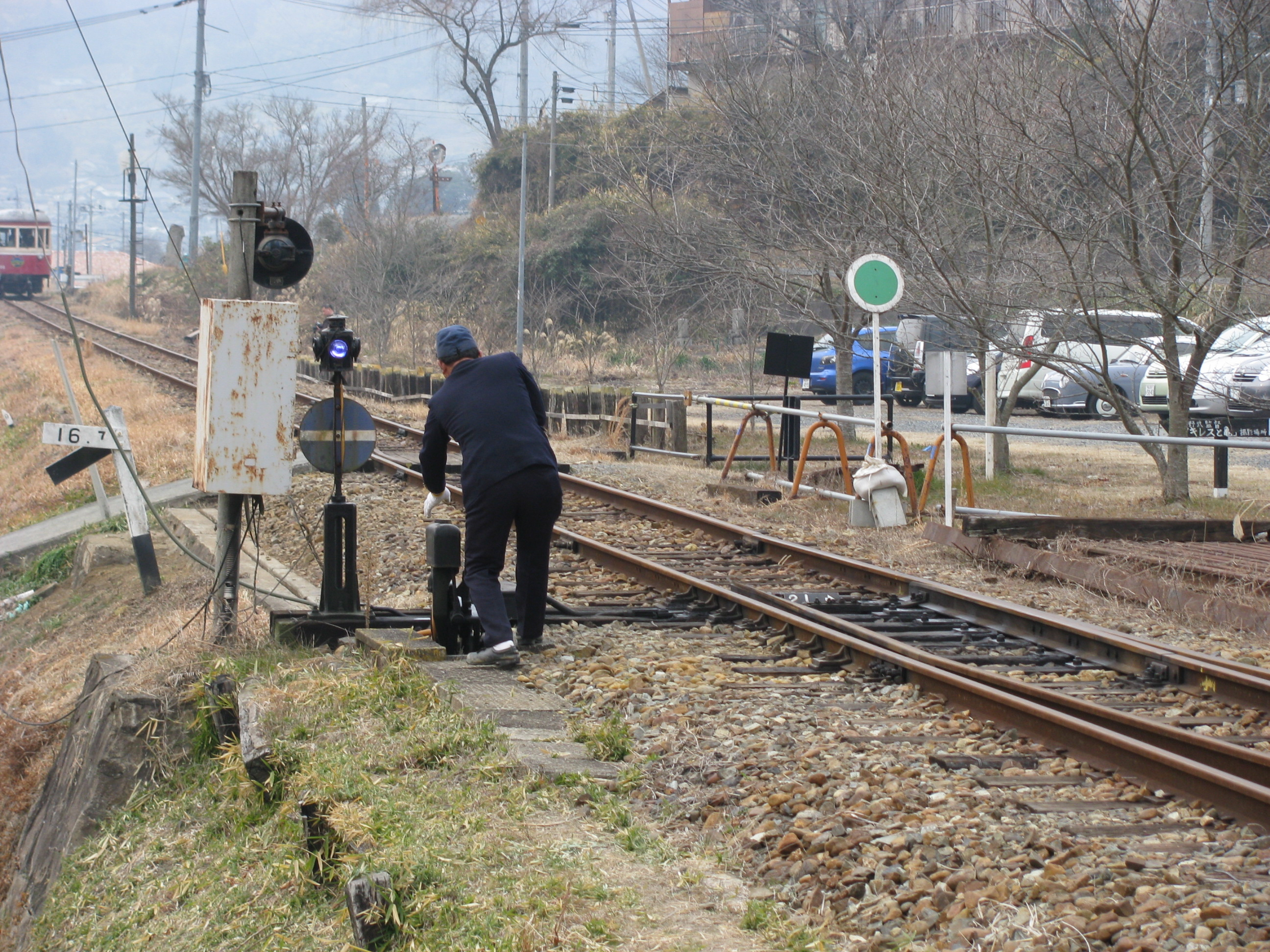
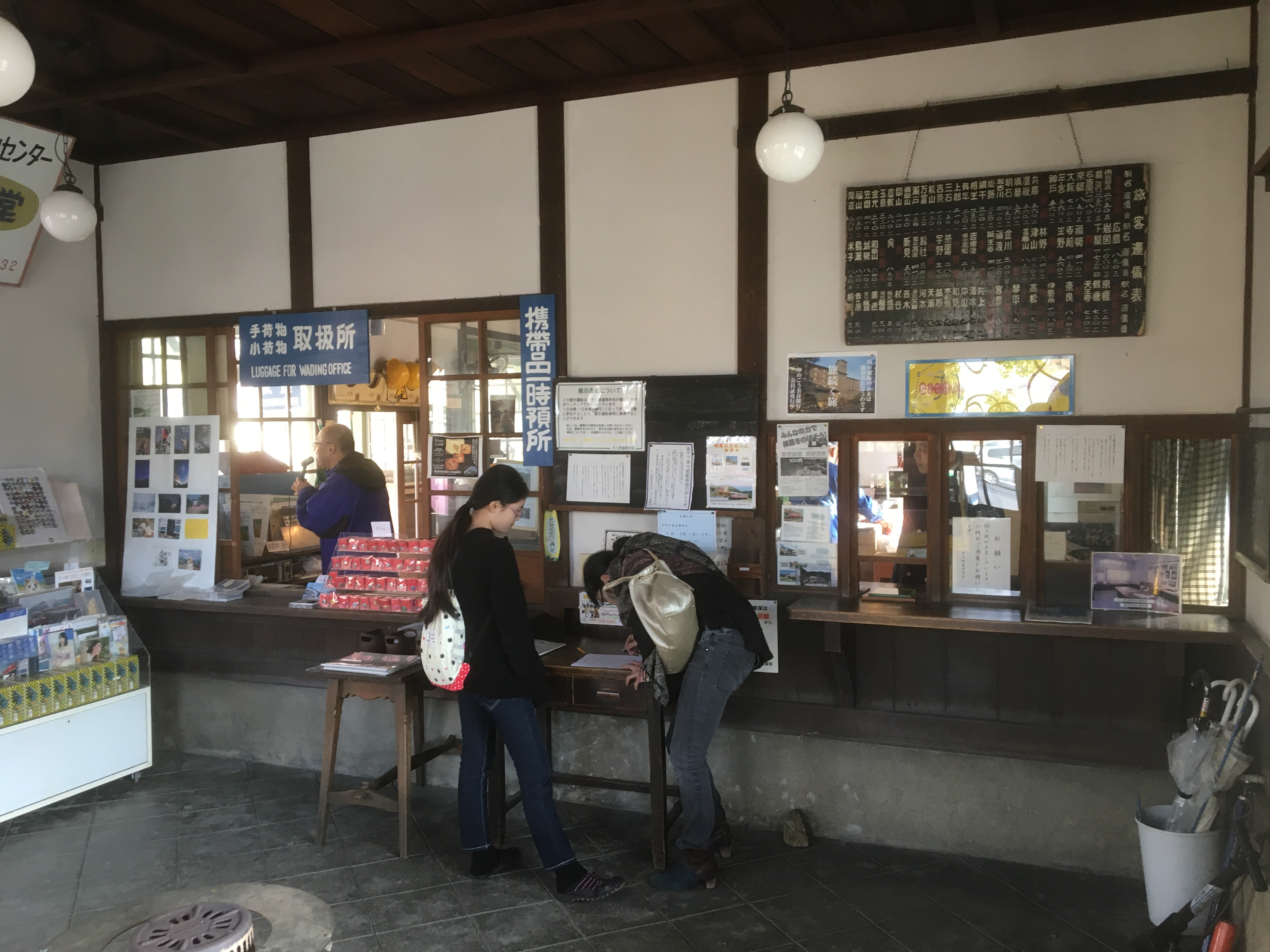
展示運転の受付
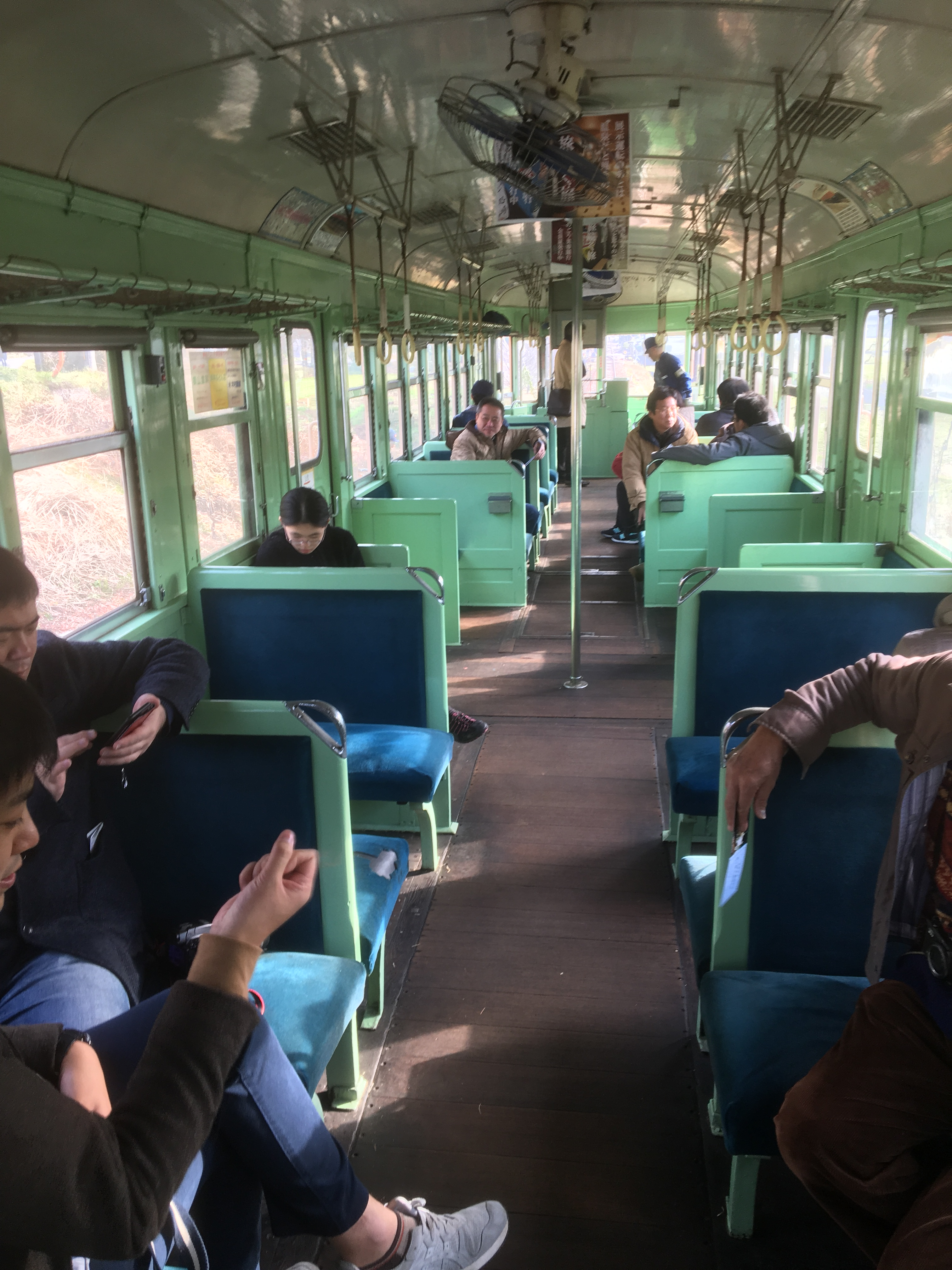
展示運転の様子
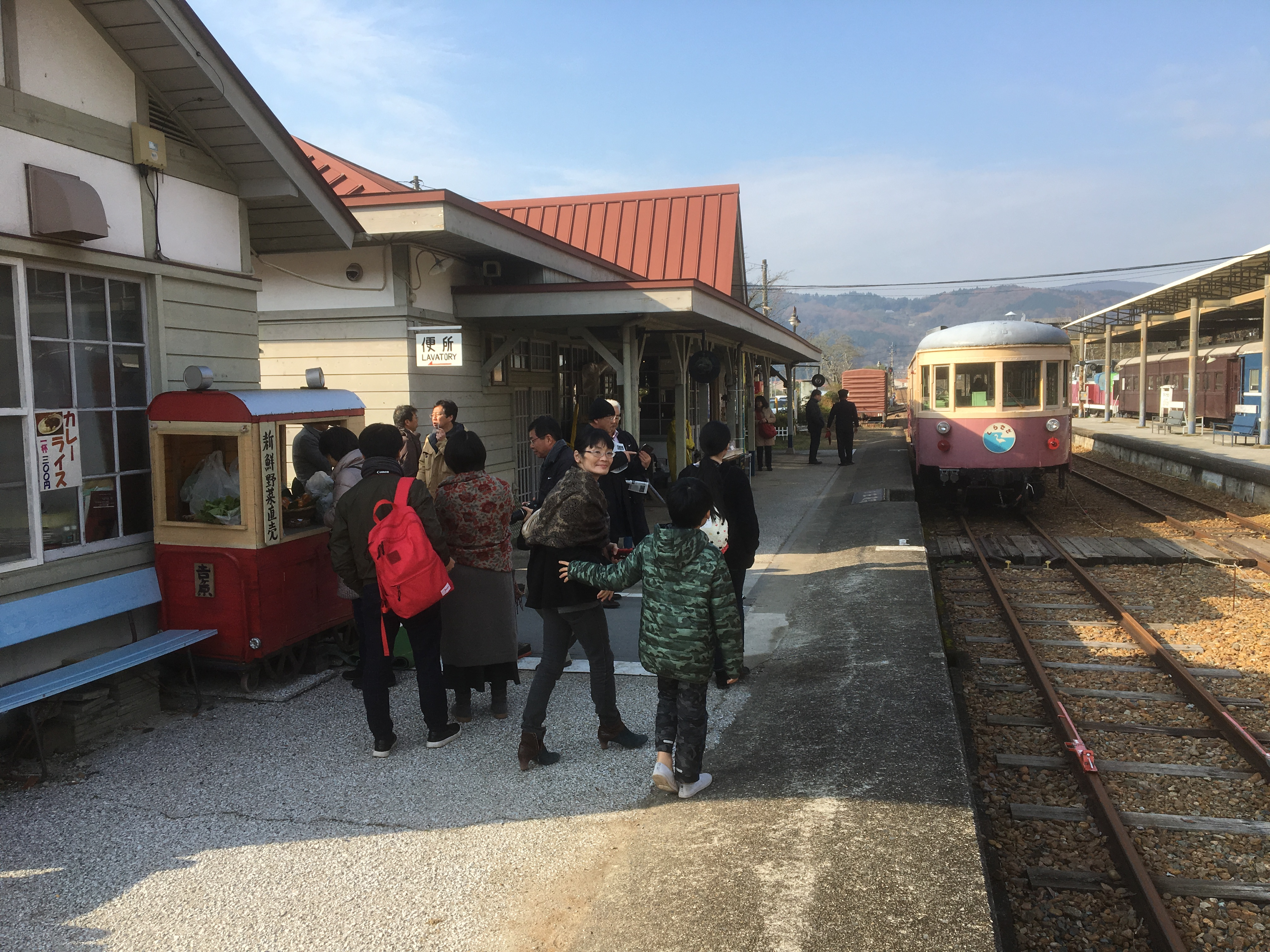
吉ヶ原駅に入るキハ702
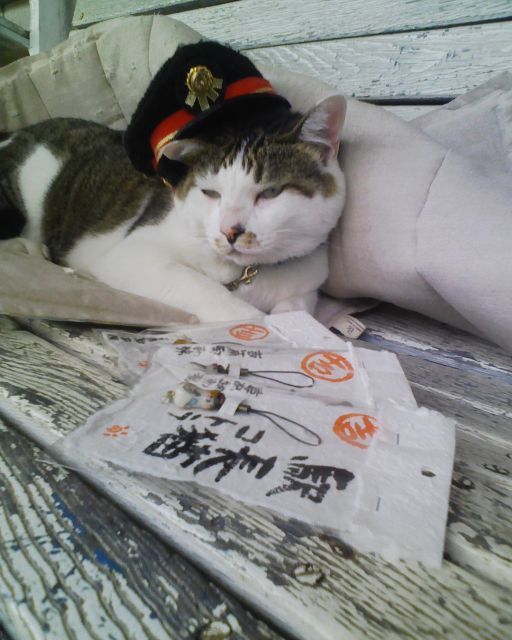
駅長猫のコトラ

## 柵原鉱山資料館
公園内には、鉄筋地上2階地下1階建の資料館がある。館内では昭和期の鉱山町の住宅や商店の町並みや柵原鉱山の歴史資料が展示されているほか、2階にはJR西日本から譲り受けた継電盤がある。

### 利用案内
以下の情報は2022年6月現在のものである。利用時は公式ホームページを参照されたい。
- 開館時間
  - 午前9時～午後5時（入館は午後4時30分まで）
  - 休館日：月曜日（月曜日が休日の場合は翌日）、12月28日から1月4日まで
- 入館料
  - 大人（高校生以上）：520円
  - 子供（小学生以上）：310円
  - 子供（小学生未満）：無料

※その他　団体割引、障害者割引あり

## アクセス
- 津山駅から中鉄北部バス「高下（こうげ）」行に乗車、「吉ヶ原」停留所で下車。